# Крестовоздвиженская церковь (Серпухов)
Крестовоздви́женская це́рковь (Церковь Воздви́жения Честного Креста́ Госпо́дня) — церковь в городе Серпухове. Расположена в историческом центре на Ситценабивной улице, дом 15, в районе старого городского посада.

## История
Крестовоздвиженская церковь построена в 1746 — 1755 годах на пожертвования представителей известной купеческой семьи Кишкиных: Николая, Василия и Акилины. Располагается на месте деревянного храма святого великомученика Георгия, давшего имя одной из главных улиц старого города, Егорьевской.

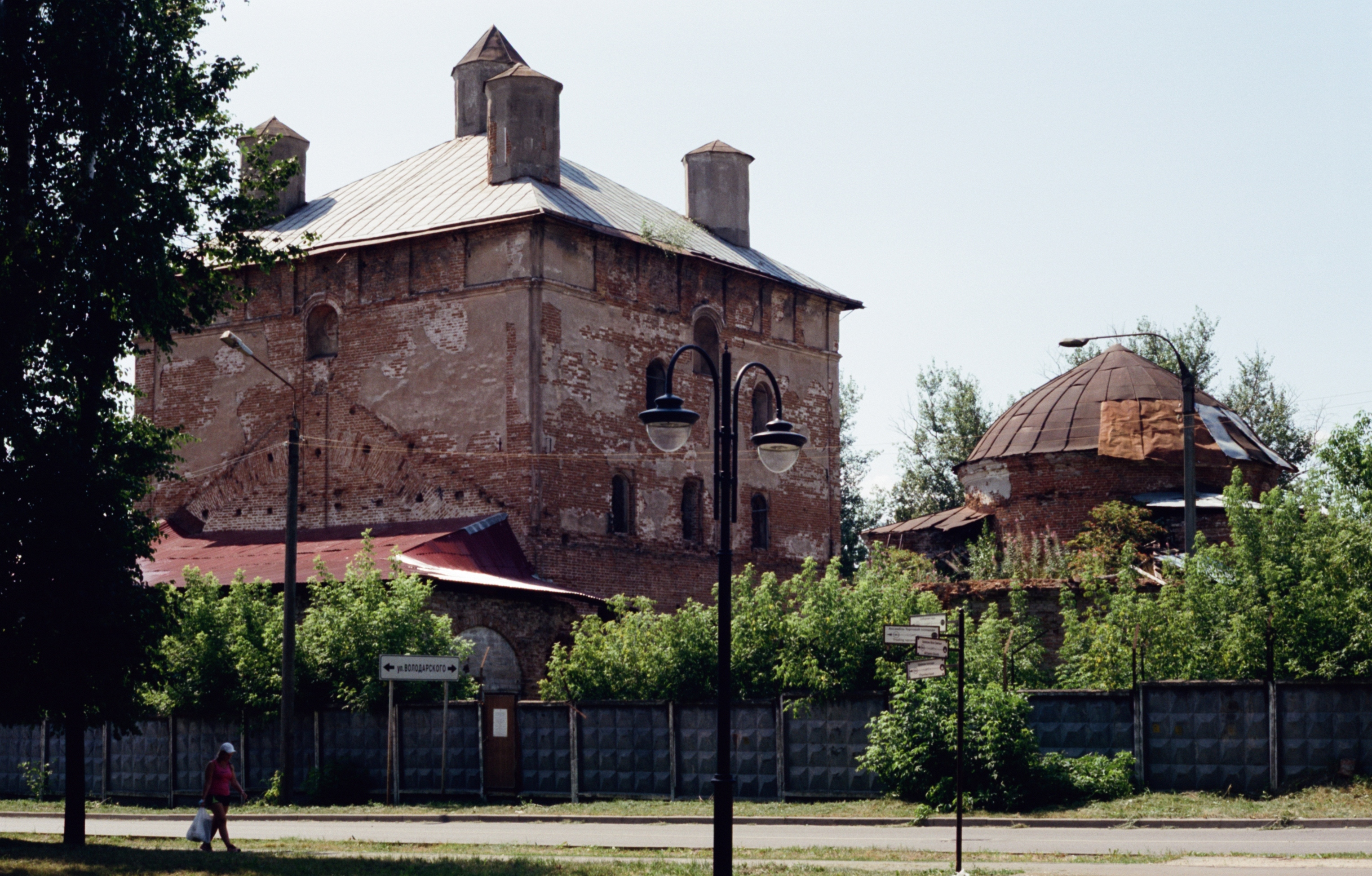
Крестовоздвиженская церковь, вид с улицы (2021)

В советское время церковь закрыта, купола и галереи разрушены. В настоящее время здание принадлежит компании «Серпуховский текстиль», используется в качестве склада.

## Архитектурные особенности
Церковь возведена из кирпича в форме массивного двухстолпного четверика, покрытого системой коробовых сводов с расположенными на них миниатюрными в масштабе строения барабанами. Вдоль всех четырёх сторон храм был кружён сводчатыми арочными галереями, трапезная отсутствовала. Имел приделы Георгиевский и Петропавловский, а также многоярусную колокольню.

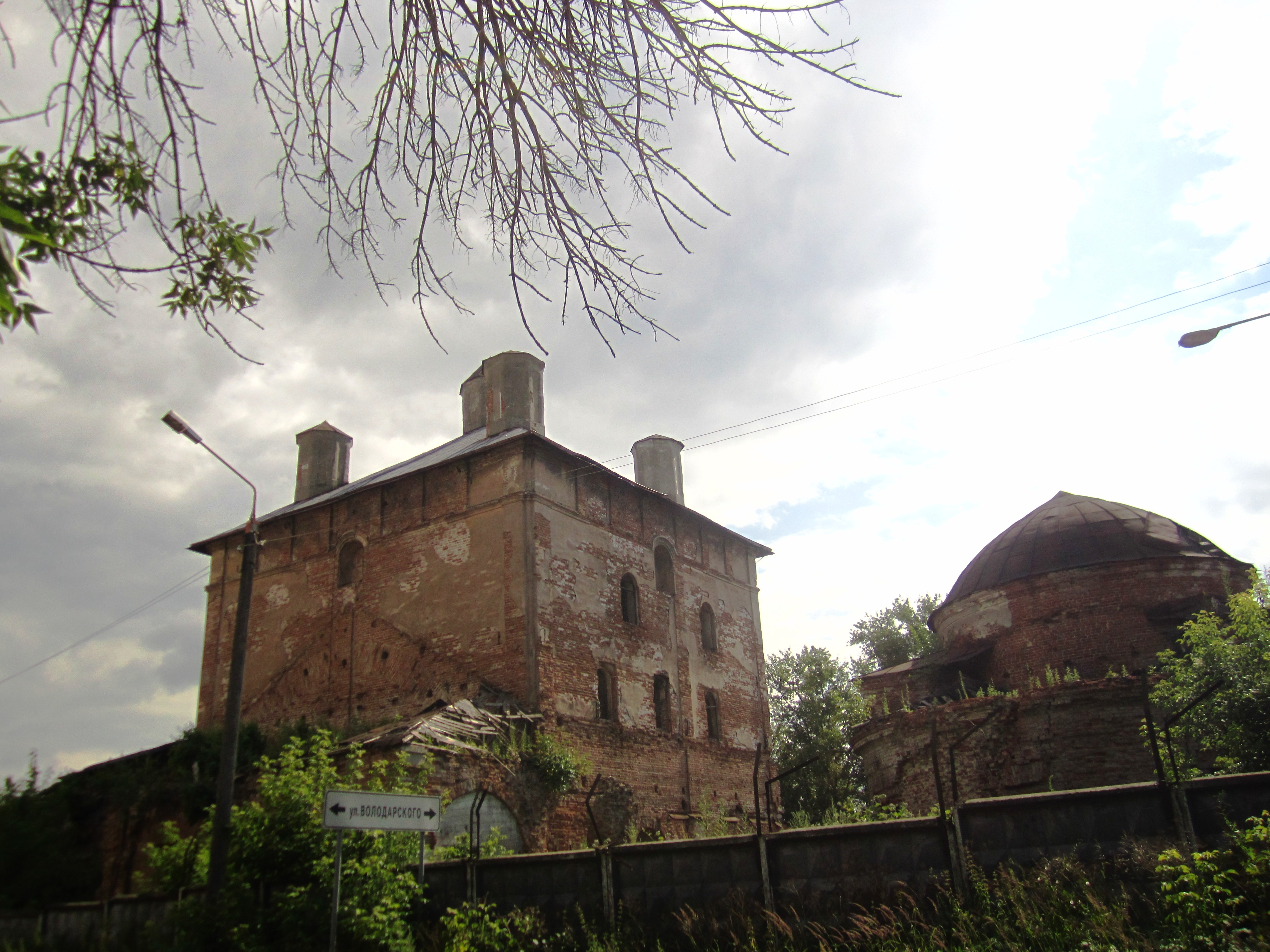
Крестовоздвиженская церковь и купол Церкви Печерской иконы Божией Матери в 2015 году